# Vallée d'Obermann
 (février 2024).
Si vous disposez d'ouvrages ou d'articles de référence ou si vous connaissez des sites web de qualité traitant du thème abordé ici, merci de compléter l'article en donnant les références utiles à sa vérifiabilité et en les liant à la section « Notes et références ».
Vallée d'Obermann est une pièce pianistique du compositeur hongrois Franz Liszt, intégrée à la première des Années de pèlerinage.
Elle est inspirée d'un roman épistolaire de Senancour, Oberman, et d'une ode de Byron, Le Pèlerinage de Childe Harold (dont Hector Berlioz s'inspira pour son Harold en Italie). Des extraits de ces deux œuvres figurent en épigraphes. C'est lors d'un voyage en Suisse avec Marie d'Agoult en 1835, et plus précisément à Bex que Liszt découvre le roman de Sénancour dont le héros, Oberman, célèbre la nature et les paysages qui font le quotidien du couple. Il est donc possible que la vallée de Bex et le roman de Sénancour aient été pour Liszt une source d'inspiration lors de la création de cette pièce. Elle dure environ quatorze minutes, soit le tiers de La Suisse, premier cycle de ses Années de pèlerinage. Pour autant, à la différence de la Dante-Sonate, elle ne déséquilibre nullement, du fait de son unité, le recueil. Il s'agit d'une longue méditation métaphysique que l'on peut découper en quatre parties, bien que le thème en soit unique.

## Début
La pièce commence par une évocation quasi cello du thème porté par la main gauche, tandis que la droite joue un accompagnement en accords lancinants, qui prend une connotation sombre, typique d'un spleen baudelairien (mesure 1-8). S'ensuit un motif caractérisé par un chromatisme déchirant, puis une reprise forte du thème, qui s'évanouit bientôt pour laisser la place à une plainte élégiaque et chromatique profonde, marquée par des accords extrêmement graves à gauche (on atteint le fond du piano). On assiste alors à une réexposition du thème sous sa forme première, qui amène une variante plus heureuse de celui-ci (le ré# se modulant en ré bécarre). Variante qui s'évanouit à son tour dans le grave.

## Milieu
La seconde partie tend à éclaircir l'horizon : le thème prenant une connotation sereine sous une tonalité en do majeur. Après un forte triomphant, il retourne une fois de plus à un chromatisme pp.

## Récitatif
C'est la partie la plus sombre du morceau : elle se caractérise par des trémolos quasi-omniprésents. Le thème s'énonce avec force sous une forme mineure et chromatique avec des octaves forte, voire fortissimo. Vient ensuite un dialogue dramatique entre la droite et la gauche sur fond de trémolos. Le tout, après un acmé tout en octave, s'effondrant pour laisser place à un énoncé fff ayant ceci de particulier que Liszt rompt toutes les règles de temps au cours d'une mesure (on est censé être en 4/4, mais l'on compte 14 temps).

## Fin
Le déchaînement précédent laisse place à la sérénité : le thème reprend la forme qu'il avait au début de la seconde partie. D'abord timide, il s'élance bientôt pour laisser place à des accords harmonieux qu'on croirait sortis d'une harpe. La dernière partie du morceau voit la victoire du thème serein, tandis qu'éclatent des accords fff.